# HD 145454
HD 145454，又名BD+68 864，SAO 16962、HR 6025，是一颗恒星，视星等为5.44，位于銀經101.15，銀緯40.09，其B1900.0坐标为赤經16h 6m 2.8s，赤緯+68° 40.09′ 25″。